# Euphorbia wagneri
Euphorbia wagneri là một loài thực vật có hoa trong họ Đại kích. Loài này được Soó mô tả khoa học đầu tiên năm 1924-1925 publ. 1925.